# 1924-es magyar teniszbajnokság
Az 1924-es magyar teniszbajnokság a huszonhatodik magyar bajnokság volt. A bajnokságot szeptember 2. és 9. között rendezték meg Budapesten, a MAC margitszigeti pályáján.

## Eredmények
| Versenyszám  | Arany                                                                               | Arany | Ezüst                               | Ezüst | Bronz | Bronz |
| ------------ | ----------------------------------------------------------------------------------- | ----- | ----------------------------------- | ----- | --- | ----- |
| Férfi egyéni | Kehrling Béla MAC                                                                   |       | Luis Maria Heyden Harvestehuder THC |       | Heinrich Kleinschroth Münchner TTC Iphitos                                                                             |       |
| Női egyéni   | Nelly Neppach Tennis Borussia Berlin                                                |       | Péteryné Várady Ilona MAC           |       | Krencsey Adél MACDéri Miklósné BBTE                                                                                    |       |
| Férfi páros  | František Soyka , Ernst Gottlieb DLTC Praha , LTC Brno                              |       | Kehrling Béla, Kelemen Aurél MAC    |       | Heinrich Kleinschroth , Luis Maria Heyden Münchner TTC Iphitos , Harvestehuder THC Fittler Kamill, dr. Pétery Jenő MAC |       |
| Vegyes páros | Heinrich Kleinschroth , Nelly Neppach Münchner TTC Iphitos , Tennis Borussia Berlin |       | Kehrling Béla, Krencsey Adél MAC    |       | Luis Maria Heyden , Lili Heil Harvestehuder THC , ?Hegyessy László, Schréder Lászlóné BLKE                             |       |

Megjegyzés: Luis Maria Heyden Grandy néven szerepelt.